# Ted V. Mikels

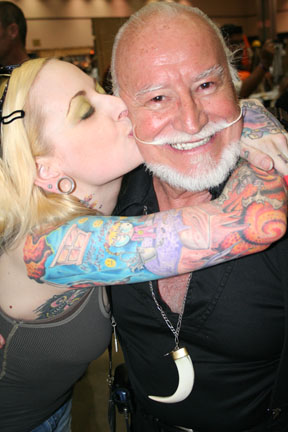
Mikels och en beundrare.

Ted V. Mikels, född Theodore Vincent Mikacevich den 29 april 1929 i Saint Paul, Minnesota, död 16 oktober 2016 i Las Vegas, Nevada, var en amerikansk filmregissör, känd för sina lågbudgetfilmer. 
Mikels hade en bakgrund som amatörfotograf och scenskådespelare. Han var även regiassistent, tillsammans med Ed Wood på Orgy of the Dead (1965), skriven av Wood. Mikels regisserade sin första långfilm, Strike Me Deadly 1963. 1968 kom science fiction-filmen Astro-Zombies och dramat Girl in Gold Boots (som varit föremål för ett avsnitt av Mystery Science Theater 3000) och 1971 skräckfilmen Corpse Grinders. Mikels drev bolaget TVM Studios i Las Vegas och sedan 2000-talets början gjorde han ett antal uppföljare till sina äldre filmer, såsom Astro-Zombies och Corpse Grinders, mestadels med okända skådespelare men även med för independentfilmfans bekanta skådespelare som Liz Renay, Dolores Fuller och Tura Satana.
Han har också gjort sig känd för sitt excentriska privatliv; han ska ha bott med ett harem i ett slott med lönngångar.  2010 kom en dokumentärfilm om Mikels, The Wild World of Ted V. Mikels, med John Waters som berättarröst. 

## Filmografi (urval)
- Astro Zombies: M3 - Cloned (2010)
- Demon Haunt (2008)
- Heart of a Boy (2005)
- Mark of the Astro-Zombies (2002)
- Corpse Grinders 2 (2000)
- Dimension in Fear (1998)
- Apartheid Slave-Women's Justice (1997)
- Mission: Killfast (1991)
- 10 Violent Women (1982)
- The Doll Squad (1974)
- The Corpse Grinders (1972)
- Blood Orgy of the She Devils (1972)
- The Astro-Zombies (1968)
- Girl in Gold Boots (1968)
- The Black Klansman (1966)
- Dr. Sex (1964)
- Strike Me Deadly  (1963)